# Пасс, Криспейн ван де (Старший)
Криспейн (Криспин) ван де Пасс Старший (нидерл. Crispijn van de Passe de Oude; Crispin de Pas, Crispiaen, Crispinus, Crispianus van de Passe, de Pas, Passeus; ок. 1564 г., Арнемейден —1637, Утрехт) — нидерландский рисовальщик, гравёр, типограф и издатель эстампов. Родоначальник большой семьи рисовальщиков, гравёров и типографов.

## Биография
Его имя Криспейн (лат. crispus — кудрявый, курчавый) предполагает, что в детстве у него могла быть кудрявая голова. Он родился в Арнемейдене на острове Валхерен в Зеландии (провинция на юго-западе Нидерландов). В 1580 году его родители переехали в Антверпен. Проходил обучение у Дирка Корнхерта.
Ван де Пасс был меннонитом (одно из течений протестантизма). После захвата в 1588 году Антверпена испанцами Криспейн бежал с женой в Аахен. Когда же и протестанты Аахена в 1589 году были вынуждены покинуть город по приказу императора Рудольфа II, Криспейн уехал в Кёльн и оставался там более двадцати лет на положении беженца. Там он вместе со своей женой Магдаленой де Бок (умерла в 1635 г.) основал издательство. Его первые гравюры, были основаны на собственных рисунках. Ранней работой Криспейна является портрет бельгийского философа Юстуса Липсиуса 1587 года. В 1588 году он сделал серию из сорока шести иллюстраций к Библии по эскизам Мартина де Воса для знаменитого типографа и издателя Христофора Плантена, который жил в Кёльне в то время. Серию из шести листов «История блудного сына» (по рисункам Мартина де Воса) Криспейн посвятил Городскому совету Аахена.
Примерно в 1584 году он стал мастером антверпенской Гильдии Святого Луки. Ван де Пасс создавал портреты европейских коронованных особ и знаменитостей. Он также издавал гравюры и книги на религиозные, мифологические и аллегорические темы. Типография «Van de Passes» выпустила в общей сложности около 14 000 гравюр самых разных жанров и тем.
С 1595 по 1611 год Криспейн создал более двухсот гравюр в Кёльне. В 1611 году ван де Пассу снова пришлось бежать из-за своей веры, на этот раз он поселился в Утрехте со своей семьей и оставался там до своей смерти в 1637 году. Он выполнил множество аллегорических серий гравюр: «Семь добродетелей и пороков», «Семь планет», «Семь возрастов человека», «Пять направлений», «Четыре стихии», «Четыре времени года» и «Четыре времени суток». Он также создал иллюстрации к сценам из произведений Гомера, Овидия и Вергилия. Де Пасс выпустил серию гравюр с эмблемами, которые украшали влиятельную работу Габриэля Ролленхагена «Выборка самых избранных эмблем…» (Nucleus Emblematum Selectissimorum…,1611). Он выпускал сборники назидательных гравюр для студентов Кёльнского университета.
Вместе с лондонским издателем Хансом Вутнилом (Hans Woutneel) он выпустил большое количество репродукций для покупателей в Англии. Он стал одной из самых важных фигур в ранней британской полиграфической промышленности.
Пятеро его детей родились в Кёльне: Криспейн ван де Пасс Младший (1594—1670), Симон (1595—1647), Виллем (1598—1636) и Магдалена (1600—1638). Они научились ремеслу гравёра у своего отца и помогали ему в его мастерской в Утрехте. Немецкие граверы Петер Иссельбург и Иоганн Гелле также были его учениками. Все они были рисовальщиками и гравёрами одновременно, издавали собственные работы, делали гравюры на меди по эскизам других художников. Из-за этого часто бывает трудно различить работы отдельных членов семьи.
В некоторых работах Криспейн де Пасс называет себя «Зеландцем» (Zelandus), имея в виду место своего рождения, либо подписывает гравюры монограммами: «PCV» или «C V PA BED». По данным Д. Франкена, количество работ семьи де Пасс составляет 1334 отдельных листов. Известны также 49 иллюстрированных изданий, некоторые из которых содержат от 50 до 150 гравюр.
Гравюры и другие работы ван де Пасса можно увидеть, в частности, в Рейксмюсеуме в Амстердаме, Центральном музее в Утрехте, Музее Бойманса — ван Бёнингена в Роттердаме, Метрополитен-музее в Нью-Йорке, Национальной портретной галерее и в Британском музее в Лондоне.

## Галерея

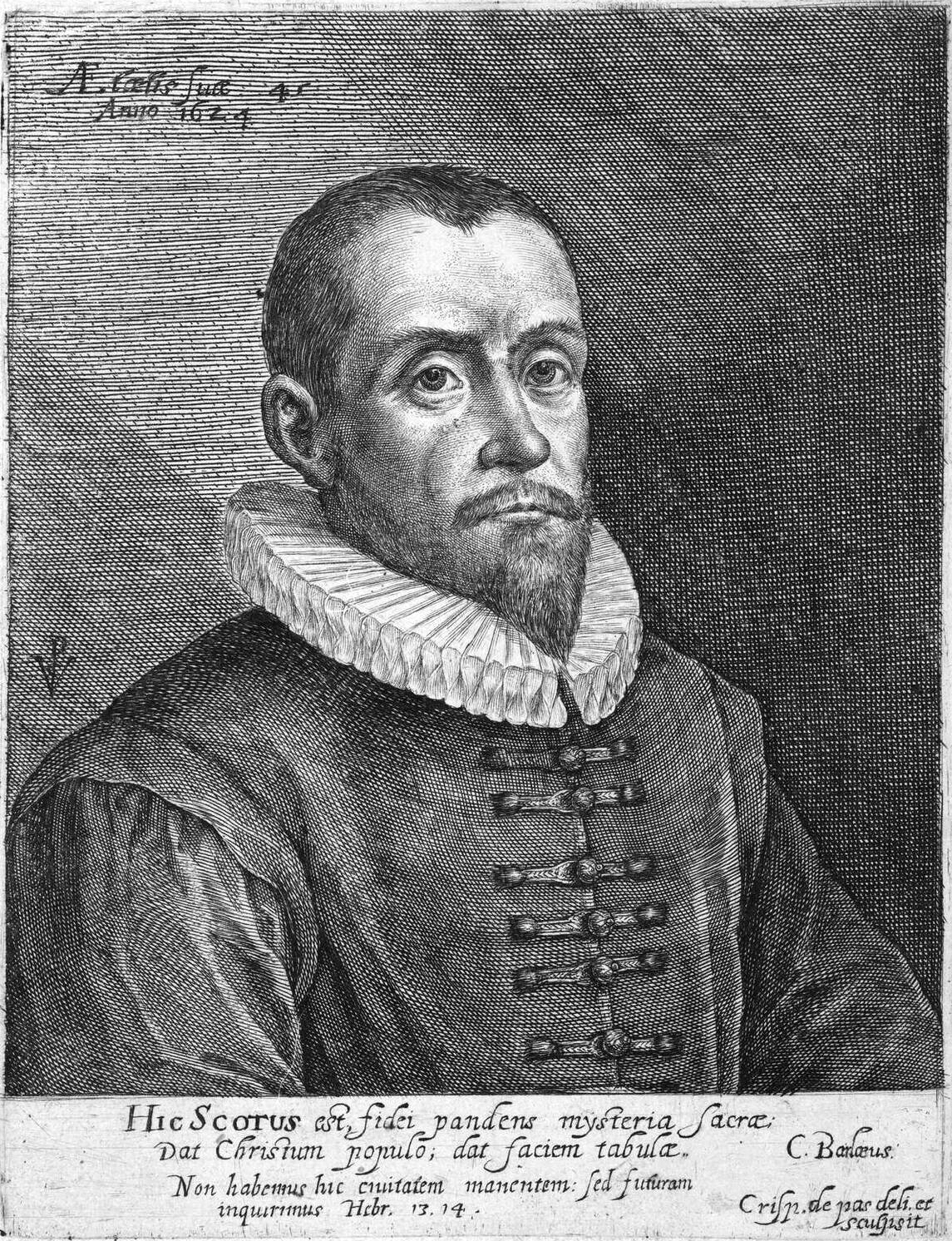
Томас Скотт. 1624. Офорт. Музей Бойманса — ван Бёнингена, Роттердам
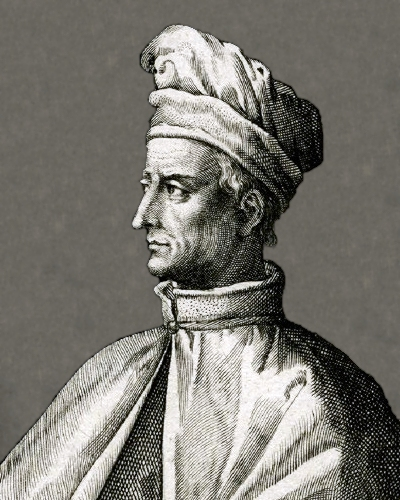
Портрет Америго Веспуччи в тюрбане. 1620-е гг. Офорт. Британский музей, Лондон
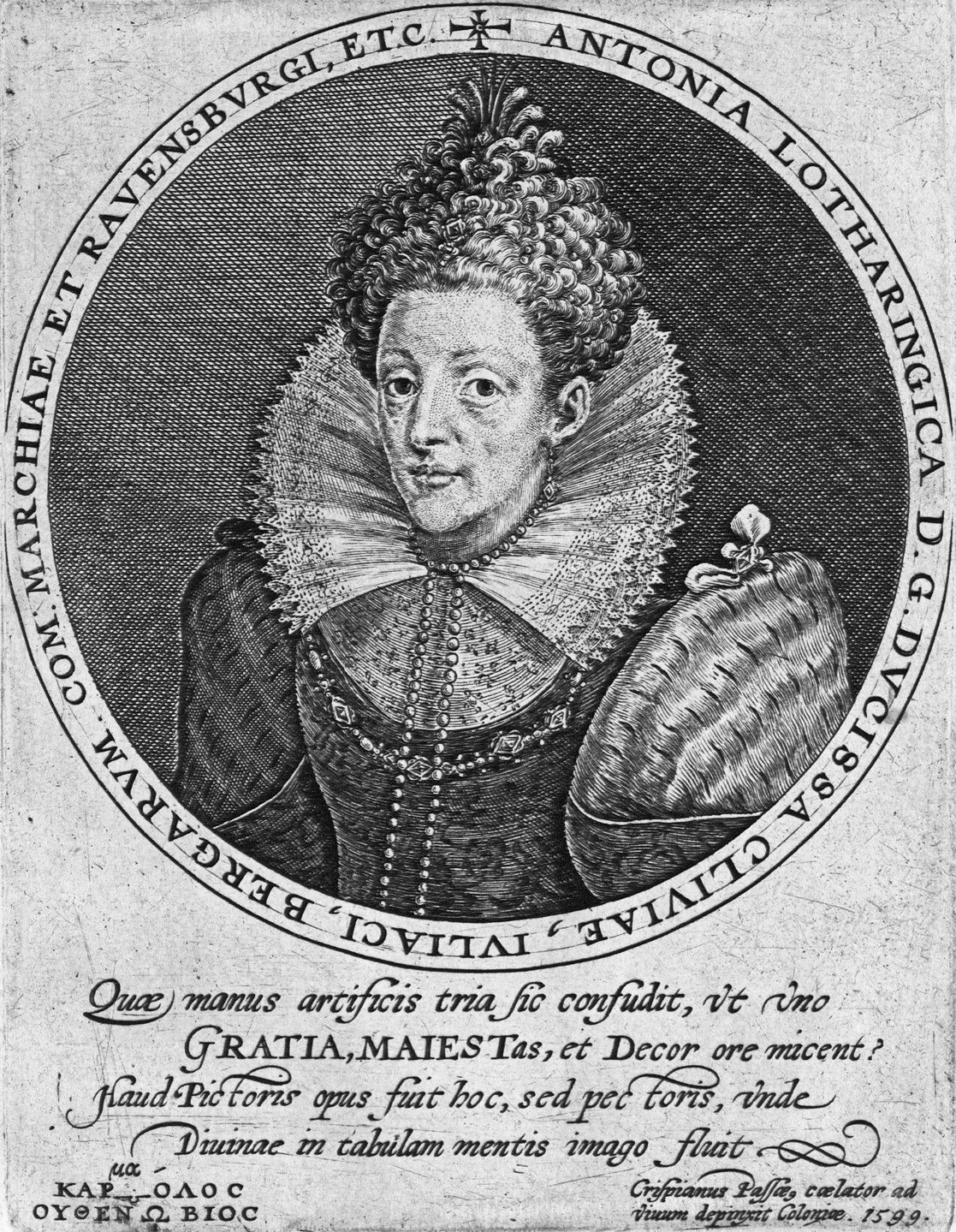
Антуанетта Лотарингская. 1599. Офорт
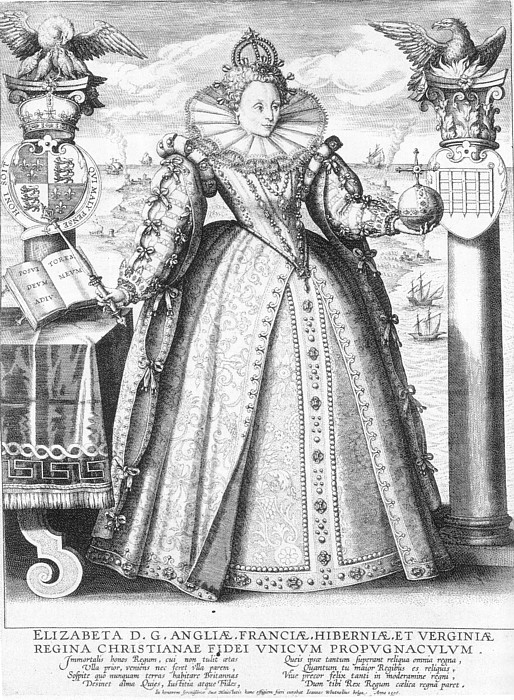
Eлизавета I Английская. 1596. Офорт
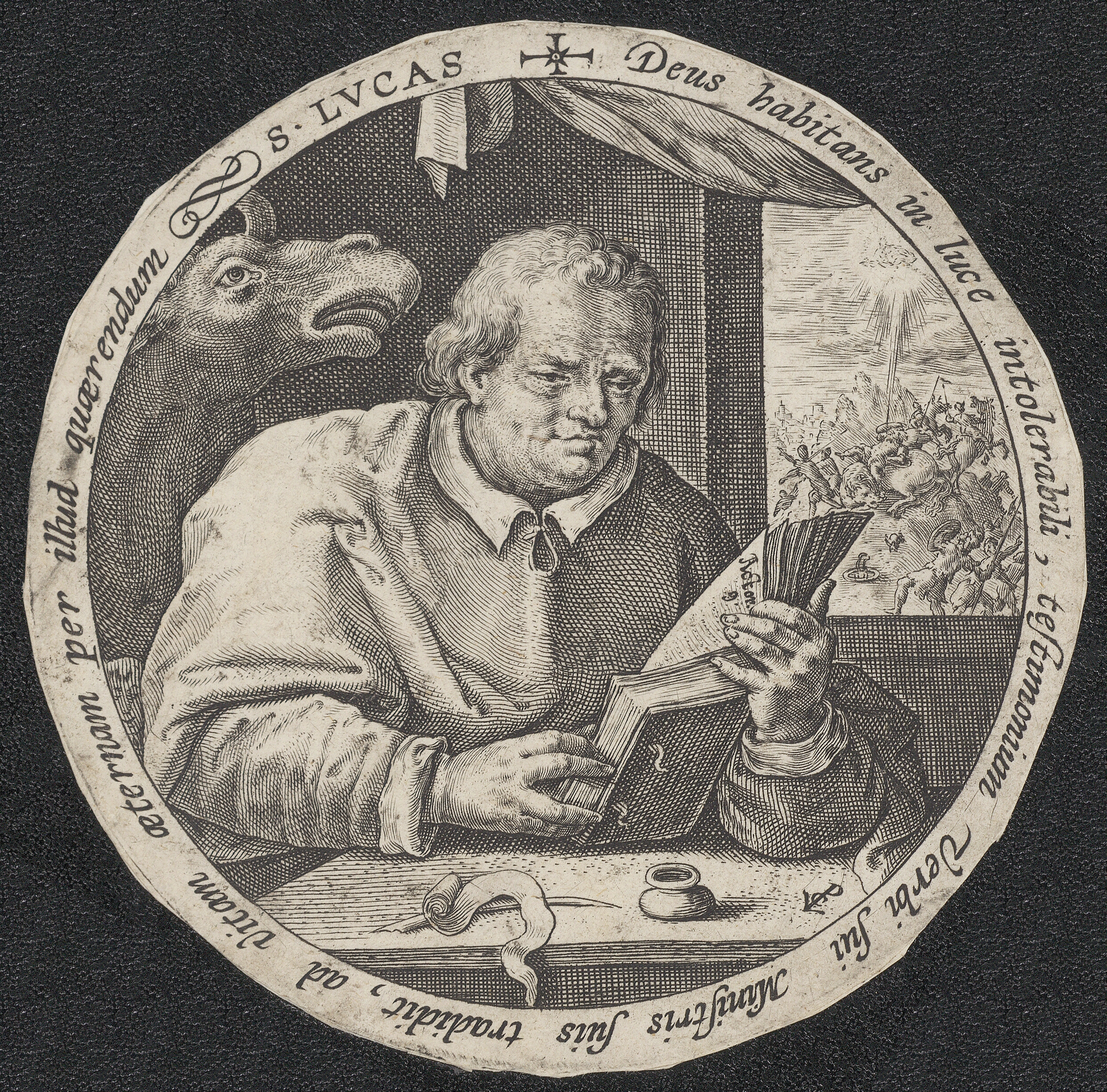
Eвангелист Лука. 1550. Офорт
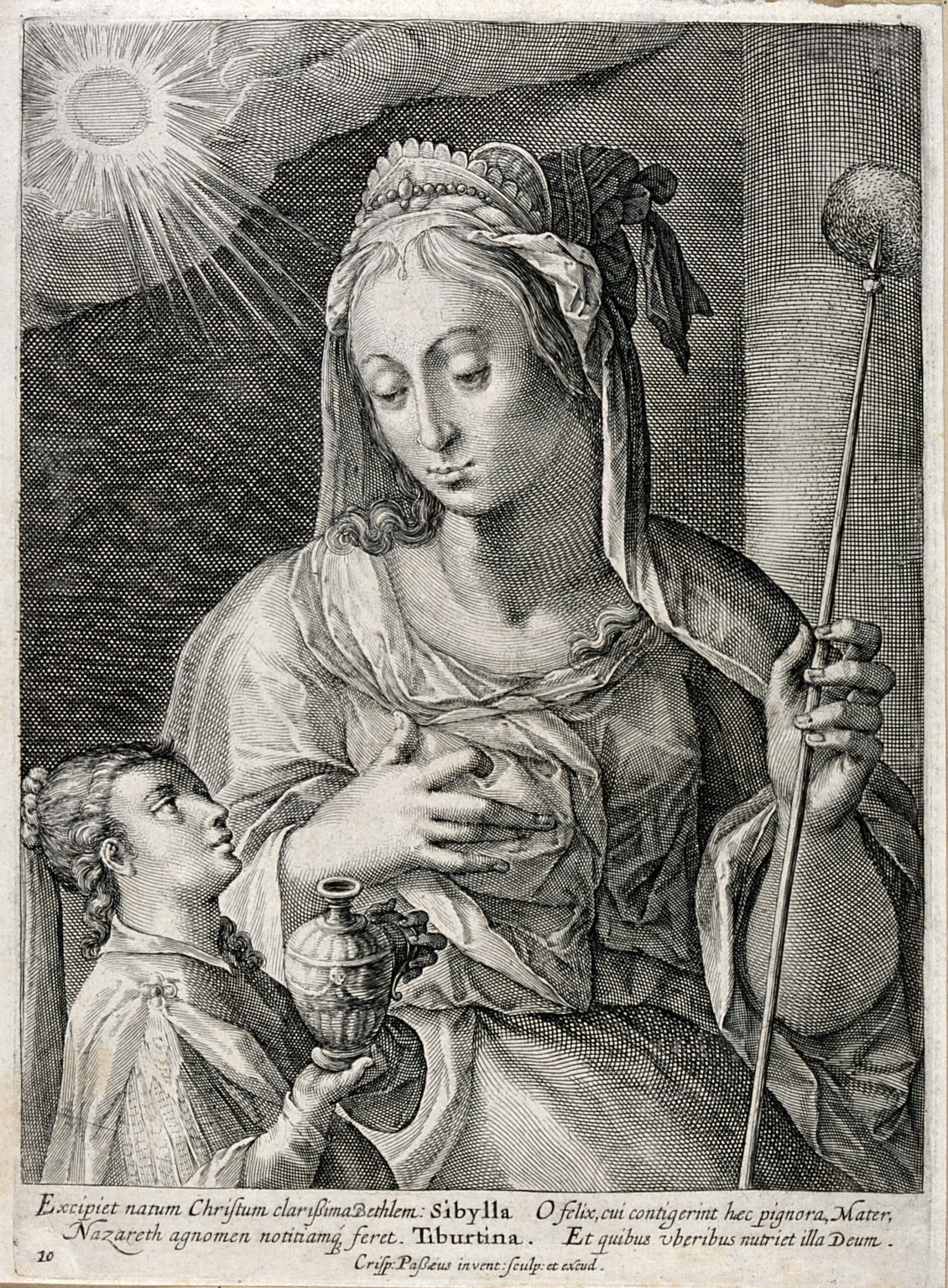
Тибуртинская сивилла. Офорт, резец